# Басейни тропічних циклонів
| Басейни тропічних циклонів            | |
| Басейн                                | Відповідальні організації |
| Північноатлантичний                   | Національний ураганний центр (США) |
| Північно-східний тихоокеанський       | Національний ураганний центр (США) Центральнотихоокеанський ураганний центр (США)                                                               |
| Північно-західний тихоокеанський      | Метеорологічне управління Японії |
| Північно- індійськоокеанський         | Індійський метеорологічний департамент |
| Південно-західний індійськоокеанський | Метео-Франс |
| Південно- тихоокеанський              | Метеорологічна служба Фіджі Метеорологічна служба Нової Зеландії† Національна погодна служба Папуа-Нової Гвінеї† Бюро метеорології† (Австралія) |
| Південно-східний індійськоокеанський  | Бюро метеорології† (Австралія) Індонезійське метеорологічне агентство                                                                           |
| †: Центри попередження про тайфуни    | |

Типові райони появи тропічних циклонів поділяють на сім суцільних зон, які називають басейнами. Ці басейни охоплюють: північну частину Атлантичного океану, північно-східну, північно-західну і південну частини Тихого океану, північну, південно-східну і південно-західну частини Індійського океану. Найактивнішим з цих басейнів за кількістю й силою тропічних циклонів є північно-західний тихоокеанський, а найменш активним — північний індійськоокеанський. У середньому за рік у світі утворюється 86 тропічних циклонів сили тропічного шторму, з яких 47 досягають потужності урагану / тайфуну, а 20 — сили, еквівалентної 3-й категорії за шкалою Саффіра — Сімпсона.

## Північно-західний район Тихого океану

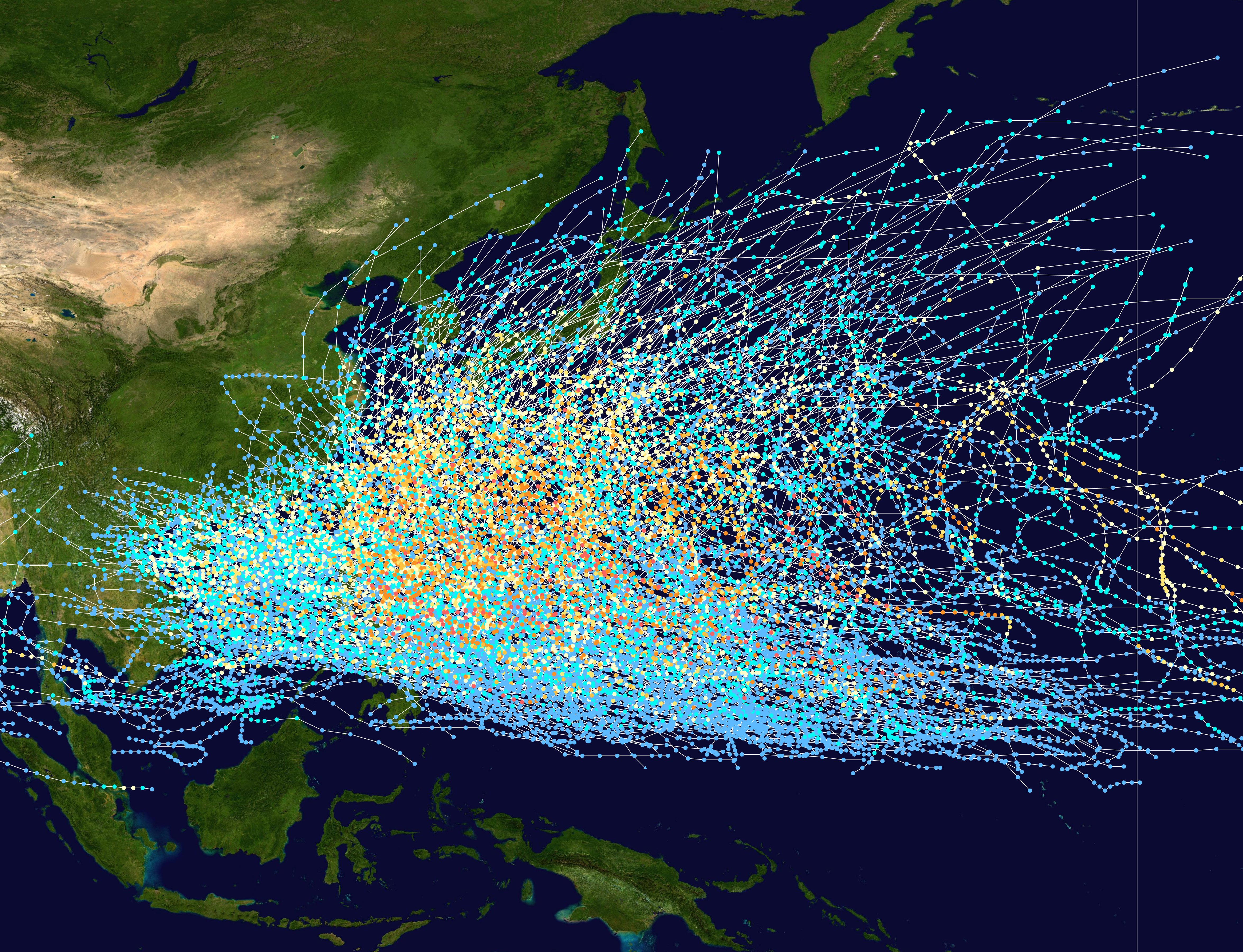
Шляхи всіх тропічних циклонів басейну за період з 1980 по 2005 роки. Вертикальна лінія — анимеридіан.

Північно-західний тихоокеанський басейн є найактивнішим на планеті. У середньому щороку тут виникає 25,7 тропічного циклона сили тропічного шторму або могутніших (приблизно третина з усіх), серед них у проміжок 1968—1989 у середньому 16 досягали потужності тайфуну. Цей басейн посідає велику територію на північ від екватору та на схід від антимеридіану, зокрема Південнокитайське море. Цей басейн активний протягом усього року, хоча кількість тропічних циклонів, що утворюється у час з лютого по березень, найменша.
Тропічні циклони цього басейну часто вражають КНР, Японію, Південну Корею, Філіппіни й Тайвань, меншою мірою — В'єтнам, Індонезію та численні острови Океанії, причому за кількістю циклонів, що виходять на сушу, перше місце у світі тримає континентальне узбережжя КНР. Також велика кількість циклонів вражає Філіппіни, де на сушу щороку виходить 6-7 тропічних циклонів.

## Північно-центральний і північно-східний райони Тихого океану

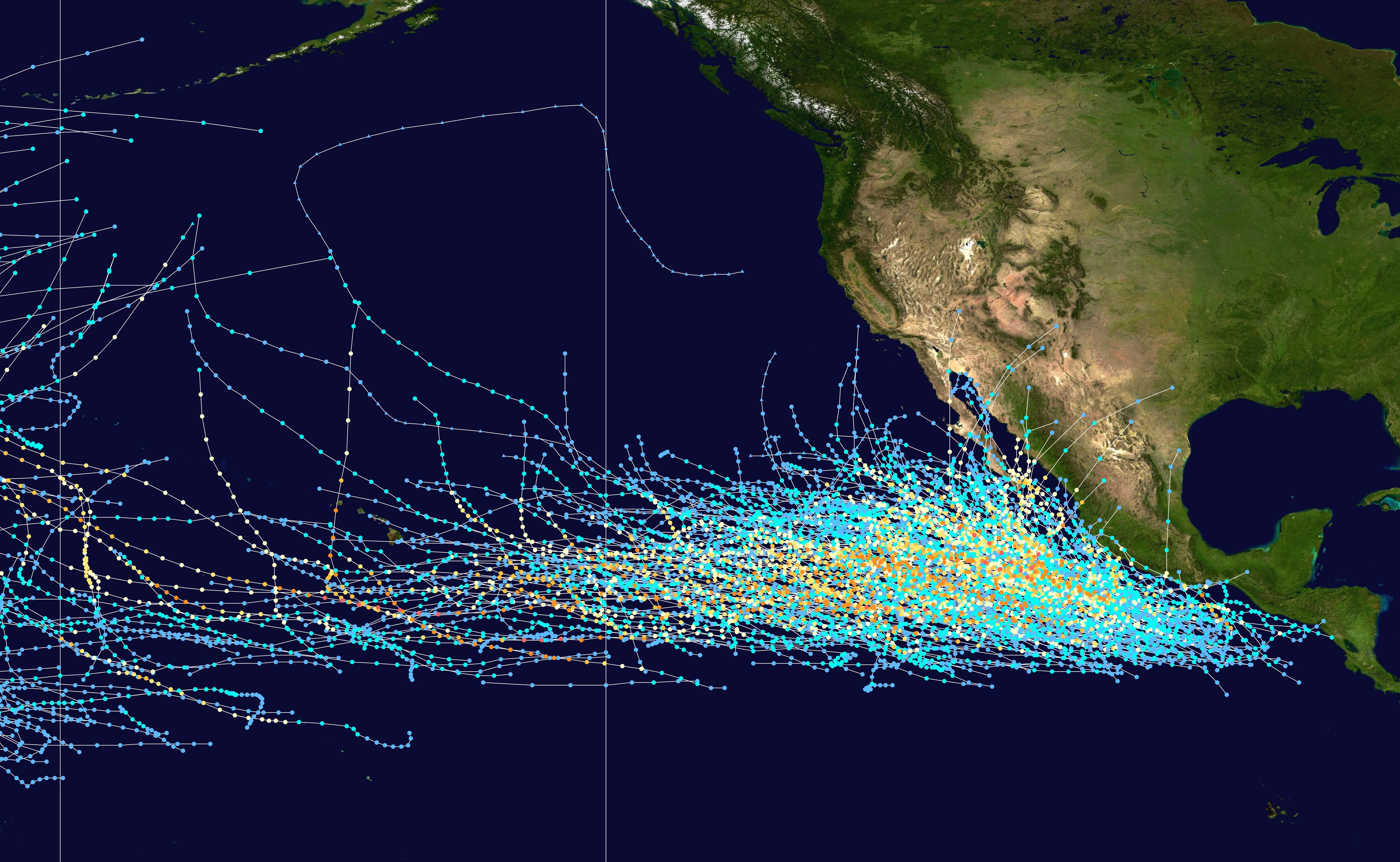
Шляхи всіх тропічних циклонів басейну за період 1980—2005 років. Вертикальна лінія розділяє зони відповідальності Центральнотихоокеанського і Національного ураганних центрів.

Північно-східний тихоокеанський басейн поділяється на дві частини, що входять до зони відповідальності різних організацій.
Північно-центральний Тихоокеанський суббасейн розташовується між 140° і 180° західної довготи на північ від екватора. Сезон ураганів тут триває з 1 червня по 30 листопада. За попередження про циклони в цьому суббасейні, відповідає Центральнотихоокеанський ураганний центр, раніше це завдання виконував Об'єднаний центр попередження про урагани, зараз відомий як Об'єднаний центр попередження про тайфуни. У цьому районі щороку виникає (або потрапляє до району) у середньому 4—5 тропічних циклонів. Оскільки тут немає великих ділянок суходолу, циклони рідко виходять на суходіл, але все ж інколи це трапляється, як у разі з ураганом Інікі 1992 року, що вийшов на Гавайські острови, й ураганом Айокі 2006 року, котрий вийшов на атол Джонстон.
Північно-східний Тихоокеанський суббасейн є другим за активністю районом та відзначається найбільшою кількістю тропічних циклонів на одиницю площі. Сезон ураганів тут триває з 15 травня по 30 листопада. У проміжок 1971—2005 рр. щорічно тут виникало 15—16 тропічних штормів, з них 9 ураганів і 4—5 потужних ураганів (від 3-ї категорії за шкалою Саффіра — Сімпсона). Тропічні циклони цього району вражають західне узбережжя Мексики та, рідше, Каліфорнію або північну частину Центральної Америки. Хоча жоден ураган сучасного періоду не вийшов на сушу в Каліфорнії (можливо, це сталося 1858 року з ураганом у Сан-Дієго, однак кілька ураганів XX століття принесли до цього району вітри щонайменше 8 балів за шкалою Бофорта.

## Північ Атлантичного океану

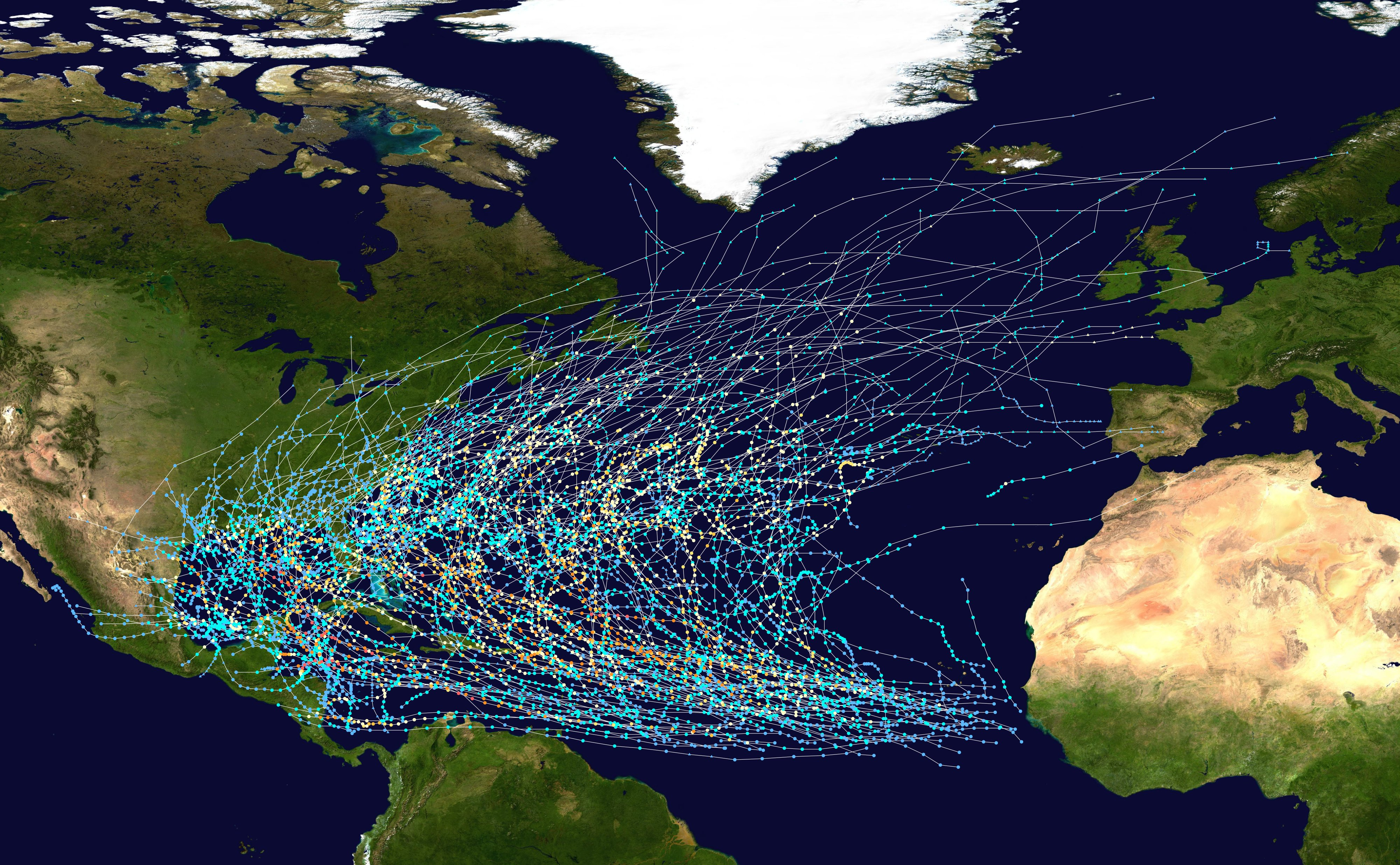
Шляхи всіх тропічних циклонів басейну за період 1980—2005 років

Цей басейн охоплює північну частину Атлантичного океану, Карибське море й Мексиканську затоку. Спостереження за цим басейном здійснює Національний ураганний центр у Маямі, який має статус одного з регіональних спеціалізованих метеорологічних центрів. Кількість тропічних циклонів тут дещо змінюється рік у рік, зазвичай, у межах від 1 до 25 тропічних штормів на рік. У середньому власну назву отримують 11 тропічних циклонів року, з яких 6 досягають ураганної сили, а 2 — рівня потужного урагану. Більшість цих циклонів утворюється у проміжок з 1 червня по 30 листопада.
Тропічні циклони цього району вражають атлантичне узбережжя США, Мексики, Центральної Америки, Вест-Індію і Бермудські острови, інколи Венесуелу й острови Макаронезії. Багато з найсильніших атлантичних ураганів є ураганами кабовердійського типу, що утворюються біля західного узбережжя Африки та островів Кабо-Верде. Інколи тропічні циклони, що перетворюються на позатропічні, досягають берегів Європи, наприклад, таким був ураган Ґордон, котрий досяг Іспанії та Британських островів у вересні 2006 року. Ураган Вінс, що вийшов на сушу на південному заході Іспанії в жовтні 2005 року з силою тропічної депресії, є єдиним тропічним циклоном за сучасний період, який досяг Європи все ще як тропічний циклон.

## Північ Індійського океану

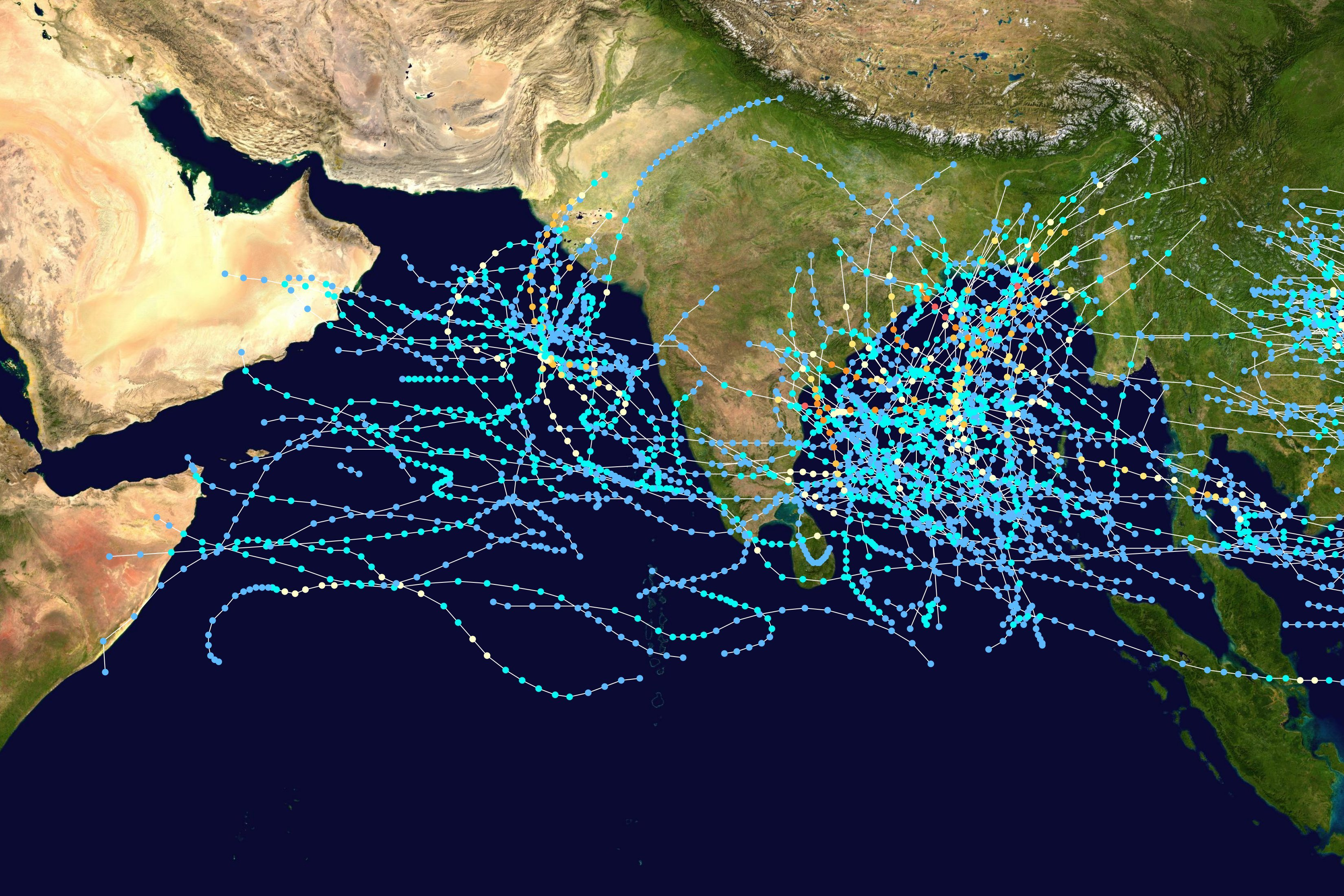
Шляхи всіх тропічних циклонів басейну за період 1980—2005 років

Цей басейн поділений на дві половини Індією та охоплює Бенгальську затоку й Аравійське море, з яких Бенгальська затока переважає за активністю (у 5—6 разів). Загалом цей басейн найменш активний, щороку тут утворюється лише 4-6 тропічних циклонів. Сезон тропічних циклонів тут має два піки: у квітні-травні, до мусонів, та в жовтні-листопаді, одразу після мусонів. Хоча кількість тропічних циклонів тут відносно невелика, саме тут виникали рекордні за кількістю жертв циклони, зокрема Бхолійський циклон 1970 року, що призвів до загибелі кількасот тисяч осіб. Тропічні циклони цього басейну вражають Індію, Бангладеш, Шрі-Ланку, Таїланд, М'янму й Пакистан. Дуже рідко тропічні циклони досягають Аравійського півострова або Сомалі, однак циклон Ґону 2007 року, що здійснив значні руйнування в Омані, був одним з таких.

## Південь Тихого океану

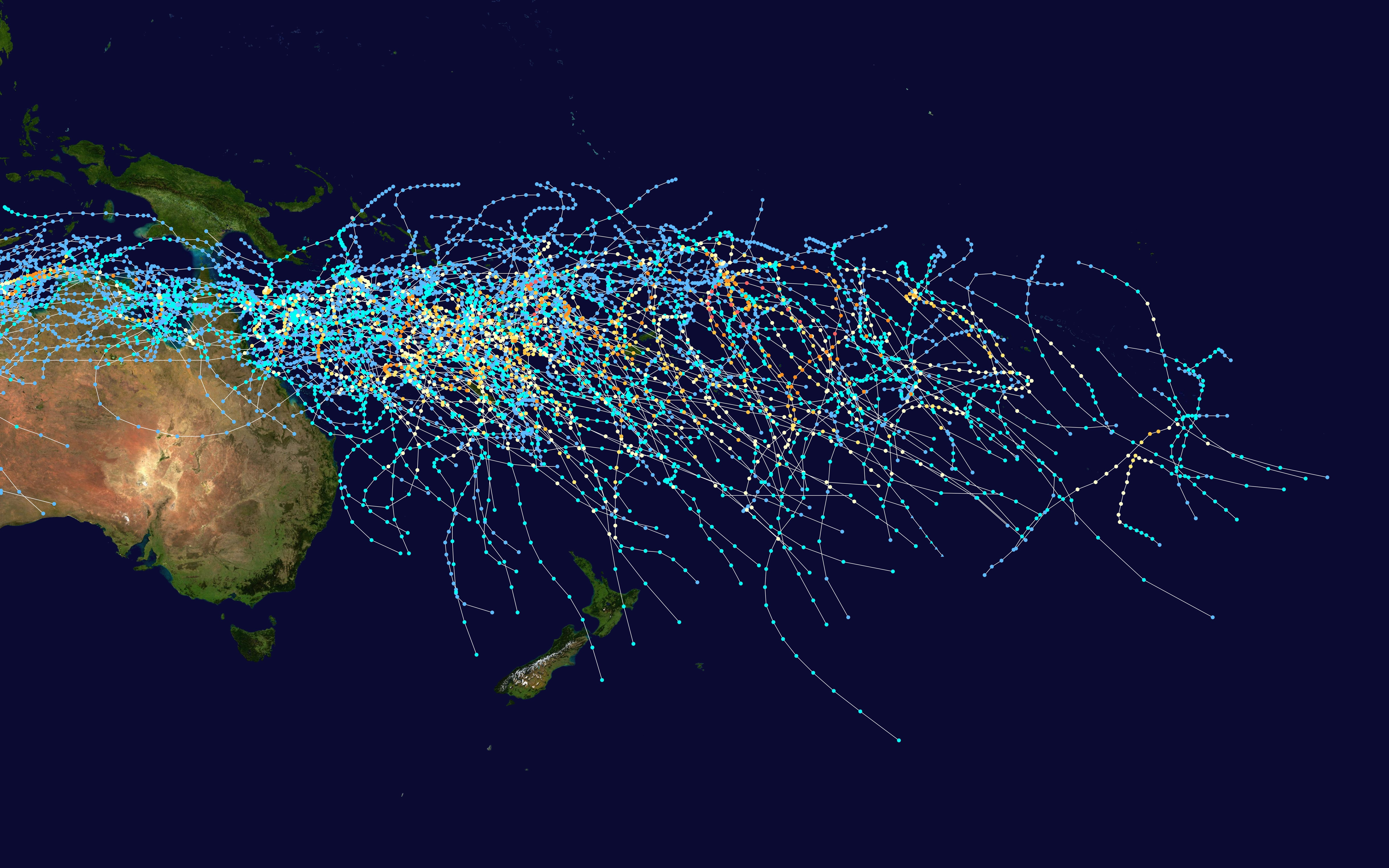
Шляхи всіх тропічних циклонів регіону за період 1980—2005 років

У цьому басейні щороку утворюється в середньому 9 тропічних циклонів. Дуже мало з цих циклонів досягали 5 категорії, одним з прикладів був циклон Ларрі 2006 року.
Тропічні циклони цього басейну загрожують північному узбережжю Австралії й островам Океанії. Тропічні шторми рідко досягають південних районів Австралії, таких як Брисбен, або Нової Зеландії, зазвичай лише повністю або частково перетворившись на позатропічний циклон.

## Південний схід Індійського океану

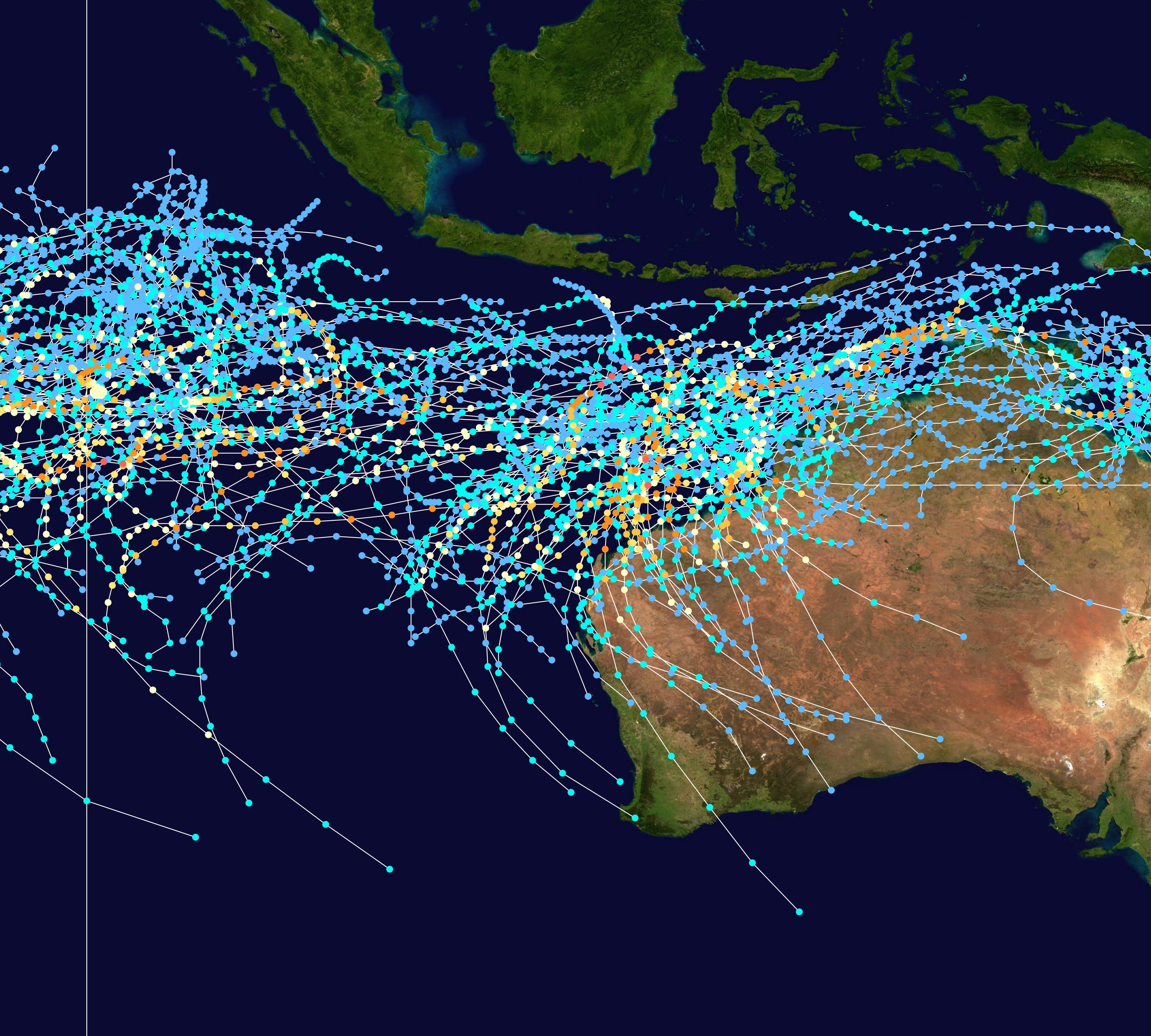
Шляхи всіх тропічних циклонів регіону за період 1980—2005 років

У цьому басейні щороку виникає десь сім тропічних циклонів, інколи сюди заходять тропічні циклони з інших басейнів, зокрема з південнотихоокеанського Лише 5 циклонів на рік досягають п'ятої категорії.
Тропічна активність цього басейну загрожує Австралії та Індонезії. Згідно з даними австралійського Бюро метеорології, найчастіше страждає ділянка штату Західна Австралія від міста Екмаус до міста Брум.
У цьому районі 1999 року була зареєстрована найбільша швидкість вітру на Землі — 74 м/с (циклон Венс).

## Південний захід Індійського океану

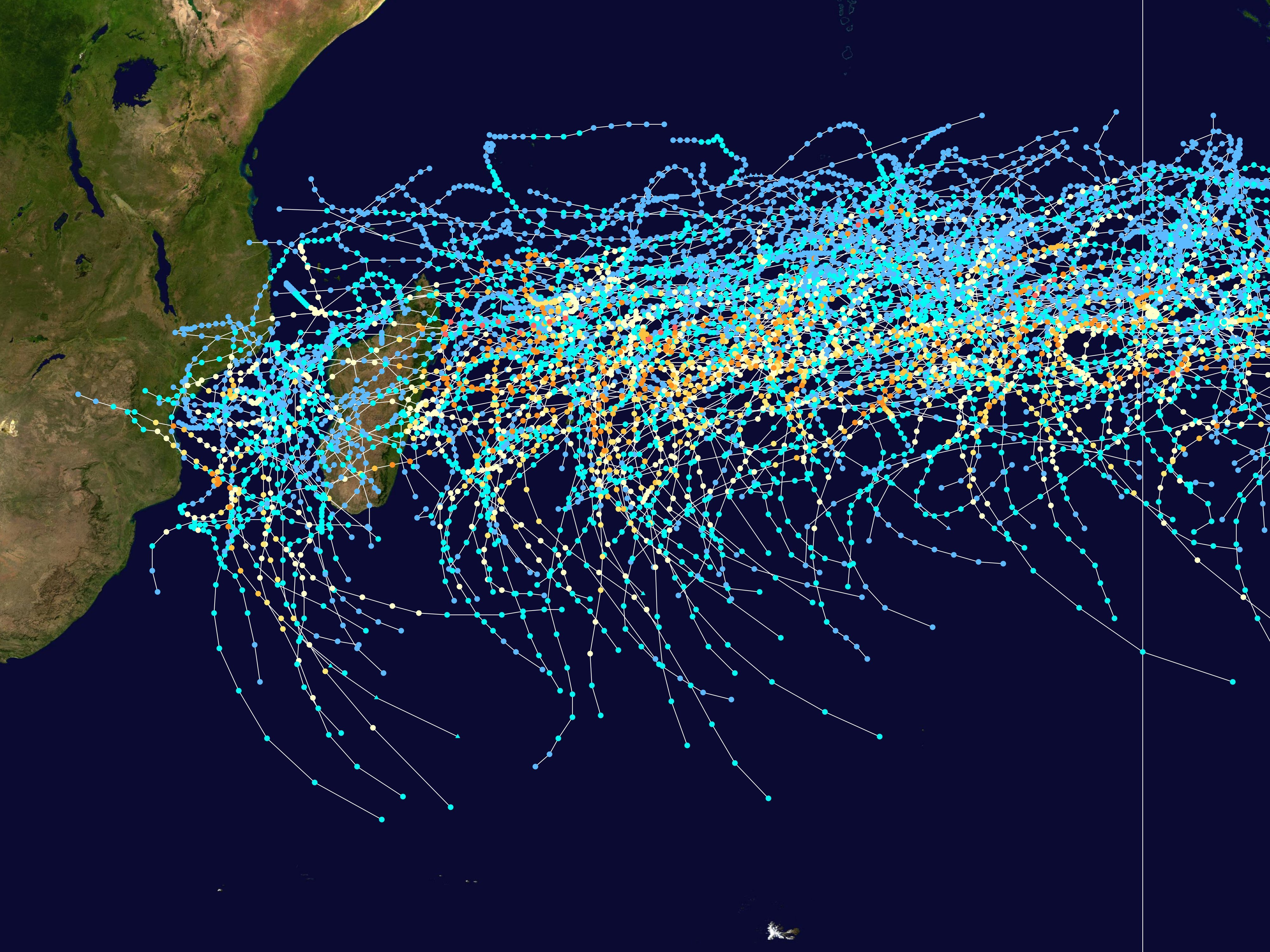
Шляхи всіх тропічних циклонів басейну за період 1980—2005 років

Попри півстоліття спостережень, дослідження тропічних циклонів стало пріоритетом регіонального спеціалізованого метеорологічного центру на Реюньйоні, лише починаючи з 1999 року, коли Метео-Франс збільшила персонал центру для цієї мети.
Циклони, що утворюються у цьому басейні, можуть вражати Мадагаскар, Мозамбік, Маврикій, Реюньйон, Коморські острови, Танзанію й Кенію. У цьому басейні щороку виникає близько 10 тропічних циклонів. Жертви від тропічних циклонів тут дуже значні, у середньому щороку від них гине до 80 осіб.

## Інші райони
В інших районах тропічні циклони утворюються зрідка, через це вони не входять до жодного з офіційно визначених басейнів.

### Південь Атлантичного океану
Одним з районів, де іноді утворюються тропічні циклони, є південна частина Атлантичного океану. Єдиними тропічними циклонами штормової сили у цій місцевості були циклон Катаріна, що вийшов на сушу в Бразилії 2004 року, і тропічний шторм Аніта, котрий вийшов на сушу в Бразилії 2010 року.

### Середземне море
Інколи циклони, подібні до тропічних, виникають у Середземному морі. Однак, чи варто вважати їх тропічними циклонами, є предметом суперечок, оскільки вони також мають риси субтропічних циклонів і навіть полярних депресій. Ці циклони виникають над відкритим морем поза тропіками із циклонів з холодним ядром, подібно до субтропічних циклонів атлантичного басейну. Температура води в серпні-вересні (від +24 до +28 °C) досить висока для підтримки тропічного циклону, які за підрахунками потребують температури +20 °C. Подібні конвекційні системи виникали тут у вересні 1947 року, вересні 1969 року, січні 1982 року, вересні 1983 року й січні 1995 року. Останній циклон розвинув чітке око циклону й досяг швидкості вітру 40 м/с та атмосферного тиску 975 мбар. Хоча він мав структуру тропічного циклону, однак існував за температури поверхні 16 °C і це вказує на те, що він міг бути полярною депресією.